# Copa da Escócia de 1924–25
A Copa da Escócia de 1924-25 foi a 47º edição do torneio mais antigo do futebol da Escócia. O campeão foi o Celtic F.C., que conquistou seu 11º título na história da competição ao vencer a final contra o Dundee F.C., pelo placar de 2 a 1.

## Premiação
| Copa da Escócia de 1924-25       |
| Escócia                          |
| -------------------------------- |
| Celtic F.C. Campeão (11º título) |